# Monalanong Hill
Monalanong Hill - szczyt w południowej Afryce. Leży w południowej Botswanie, blisko granicy z Południową Afryką. Jest to najwyższy szczyt Botswany. Niektóre źródła jako najwyższy szczyt podają Otse Hill (1491 m) lub Tsodilo Hills (1489 m).